# Деманжвел
Деманжвел (фр. Demangevelle) насеље је и општина у источној Француској у региону Франш-Конте, у департману Горња Саона која припада префектури Везул.
По подацима из 2011. године у општини је живело 326 становника, а густина насељености је износила 22,3 становника/km². Општина се простире на површини од 14,62 km². Налази се на средњој надморској висини од 231 метар (максималној 350 m, а минималној 222 m).

## Демографија
| 1962. | 1968. | 1975. | 1982. | 1990. | 1999. | 2011. |
| ----- | ----- | ----- | ----- | ----- | ----- | ----- |
| 508   | 630   | 564   | 515   | 423   | 356   | 326   |

График промене броја становника у току последњих година